# Merimnetria
Merimnetria is een geslacht van vlinders van de familie tastermotten (Gelechiidae).

## Soorten
- M. arcuata (Walsingham, 1907)
- M. compsodelta (Meyrick, 1928)
- M. elegantior (Walsingham, 1907)
- M. epermeniella (Walsingham, 1907)
- M. flaviterminella Walsingham, 1907
- M. gigantea (Swezey, 1913)
- M. gratula (Meyrick, 1928)
- M. homoxyla (Meyrick, 1928)
- M. ichthyochroa (Walsingham, 1907)
- M. lanaiensis (Walsingham, 1907)
- M. maculaticornis (Walsingham, 1907)
- M. mendax (Walsingham, 1907)
- M. multiformis (Meyrick, 1928)
- M. nigriciliella (Walsingham, 1907)
- M. notata (Walsingham, 1907)
- M. straussiella (Swezey, 1953)
- M. thurifica (Meyrick, 1928)
- M. xylospila (Meyrick, 1928)